# Dreisamstadion
Dreisamstadion (1954–2004 Dreisamstadion; 2004–2011 Badenova-Stadion; 2012–2014 Mage Solar Stadion; 2014–2021 Schwarzwald-Stadion) – stadion piłkarski we Fryburgu Bryzgowijskim, wybudowany w latach 1953–1954 i otwarty 1 września 1954. Do 2021 roku domowy obiekt SC Freiburg. Jego trybuny mogą pomieścić 24 000 widzów (podczas rozgrywek krajowych) i 18 000 widzów (podczas rozgrywek międzynarodowych). Obiekt stanowi własność miasta, a znajduje się we wschodniej dzielnicy o nazwie Waldsee, bezpośrednio nad rzeką Dreisam.

## Historia
W 1953 r. wyznaczono teren we wschodniej części Fryburga z przeznaczeniem na boisko sportowe. Oficjalnie zainaugurowano je 1 września 1954. W 1970 r. po południowej stronie zbudowano pierwszą trybunę z 480 zadaszonymi miejscami siedzącymi. W 1978 r., po awansie SC Freiburg do 2. Bundesligi, oddano do użytku trybunę główną na 1800 miejsc, a dwa lata później rozbudowano trybuny z miejscami stojącymi, dzięki czemu pojemność wzrosła do 15 000 miejsc. Kolejna rozbudowa miała miejsce w latach 1993–1995, w związku z awansem drużyny miejscowego klubu do Bundesligi. W 1993 r. zainstalowano sztuczne oświetlenie, a w lipcu 1995 r. rozbudowano trybuny do 18 000 miejsc. Obecny rozmiar stadionu został osiągnięty w 1999 r., po zakończeniu rozbudowy trybun: północnej i południowej.
W listopadzie 2018 r. w nowej lokalizacji (obok lotniska we Fryburgu Bryzgowijskim) rozpoczęła się budowa nowego stadionu piłkarskiego (Europa-Park Stadion). Po zakończeniu budowy, w październiku 2021 roku SC Freiburg przeniósł się na nową areną.

## Mecze reprezentacyjne
Dotychczas na stadionie odbyło się 8 oficjalnych, piłkarskich spotkań międzypaństwowych (stan na grudzień 2020 r.):

### Seniorskie reprezentacje mężczyzn
- 7 czerwca 2000,  Niemcy –  Liechtenstein 8:2
- 9 maja 2002,  Niemcy –  Kuwejt 7:0
- 27 maja 2004,  Niemcy –  Malta 7:0
- 27 maja 2006,  Niemcy –  Luksemburg 7:0
- 26 maja 2010,  Holandia –  Meksyk 2:1

### Seniorskie reprezentacje kobiet
- 28 lutego 2008,  Niemcy –  Chiny 2:0

### Juniorskie reprezentacje mężczyzn
- 13 sierpnia 2013,  Niemcy U-21 –  Francja U-21 0:0
- 17 listopada 2019,  Niemcy U-21 –  Belgia U-21 2:3